# Coccidencyrtus auricornis
Coccidencyrtus auricornis är en stekelart som först beskrevs av Girault 1924.  Coccidencyrtus auricornis ingår i släktet Coccidencyrtus och familjen sköldlussteklar. Inga underarter finns listade i Catalogue of Life.